# Macramphis stercorarius
Macramphis stercorarius är en rundmaskart. Macramphis stercorarius ingår i släktet Macramphis och familjen Rhabditidae. Inga underarter finns listade i Catalogue of Life.